# Peter Connew
Peter Connew est un ancien concepteur de voitures de course et le fondateur d'une éphémère écurie de Formule 1, Connew Racing Team, engagée sur quelques GP de Formule 1 durant la saison 1972.

## Historique

### Découverte de la Formule 1
Peter Connew ne découvre la Formule 1 qu'à 24 ans, alors qu'il est apprenti-dessinateur industriel pour une entreprise qui fabrique des tables d'enregistrement,. En 1969, un collègue de travail lui propose de l'accompagner au Grand Prix d'Italie à Monza,. Comme son employeur refuse de lui accorder un congé, Connew démissionne pour assister à son premier Grand Prix de Formule 1. 
L'épreuve est une des plus intenses de la saison puisque Jackie Stewart s'impose avec seulement 80 millièmes de secondes sur Jochen Rindt. Connew tombe sous le charme du bruit des moteurs de Formule 1, notamment les V12 Ferrari et BRM.

### Collaboration avec Surtees

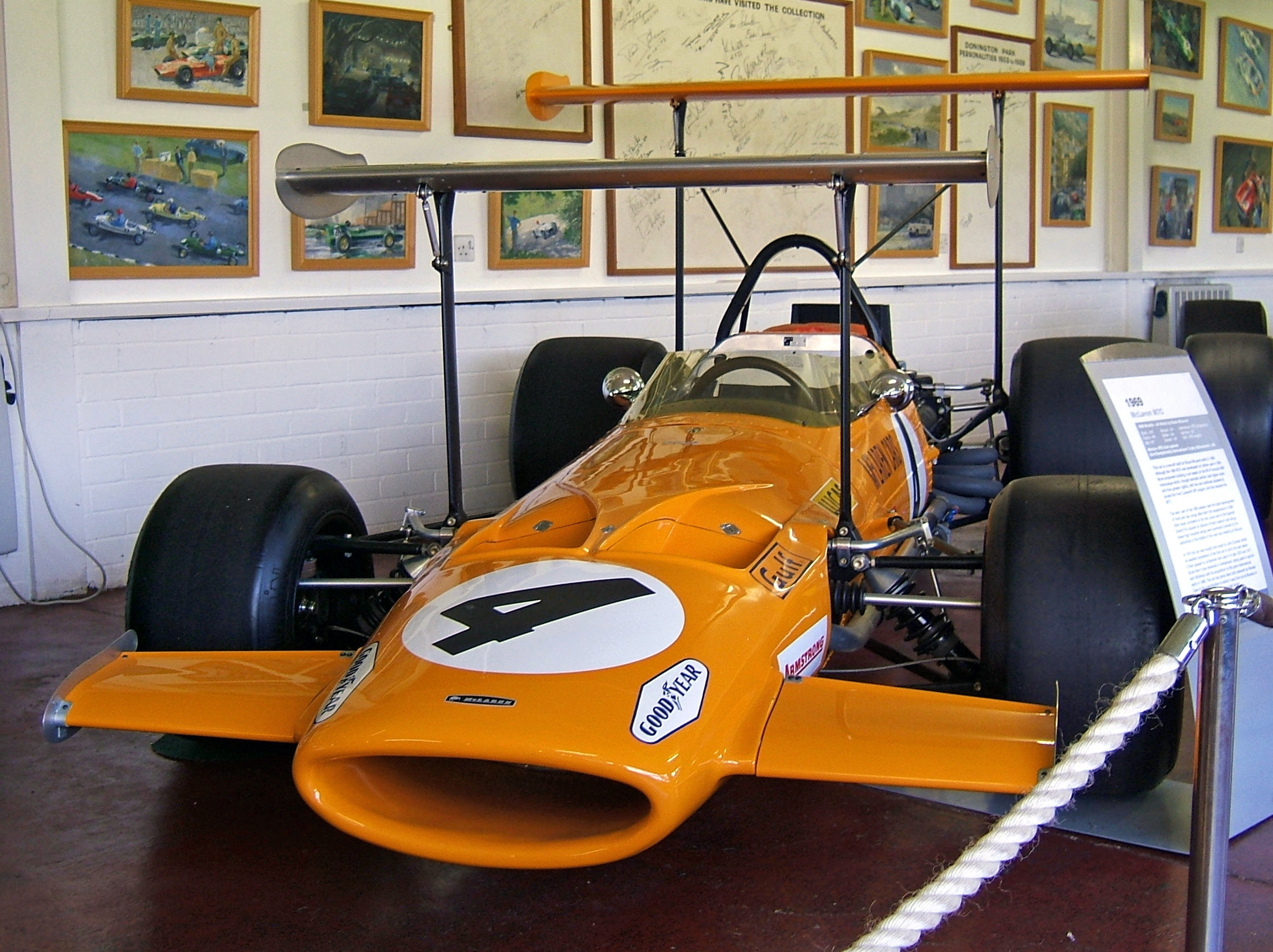
Peter Connew est chargé de mettre aux normes 1970 cette M7A de 1969

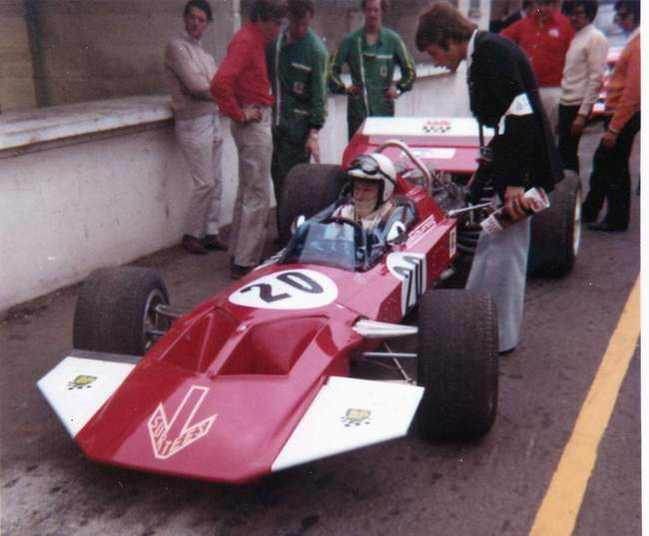
John Surtees pilote la TS7 dessinée par Peter Connew à Brands-Hatch en 1970

Dès son retour en Angleterre, Connew rejoint l'écurie Surtees Racing Organisation fondée par le champion du monde 1964, John Surtees,,. L'équipe fondée en 1966, a permis à son fondateur de remporter le championnat CanAm dès sa première édition en 1966, au volant d'une Lola-Chevrolet. 
Surtees souhaite toutefois devenir constructeur à part entière et confie à Peter Connew la modification de la suspension arrière de la TS5A, une monoplace de Formule 5000,. 
En 1970, Surtees engage son écurie en championnat du monde de Formule 1. Connew est chargé de la conception de la TS7 aux côtés du patron-pilote. Comme la monoplace ne pourra pas être alignée en course dès le début de la saison. Surtees achète une McLaren M7C de la saison précédente, afin de disputer le début de saison. Connew est responsable de la modification des pontons latéraux de la M7C et du dessin des réservoirs à la suite d'un changement de réglementation sportive,. 
Cette réalisation est à l'origine de la décision de Peter Connew de se lancer dans la conception de sa propre monoplace. Une semaine après la première sortie de la « M7C-Surtees », Connew dessine sa propre monoplace, la PC1,.  
L'écurie inscrit ses premiers points de la saison à l'occasion du Grand Prix du Canada où Surtees se classe cinquième. La première victoire de la Surtees TS7 a lieu en fin de saison, le 22 août 1970, à Oulton Park où John Surtees remporte la Gold Cup une épreuve organisée hors-championnat du monde et qui regroupe des monoplaces de Formule 1 et de Formule 5000. Peter Connew se rend compte que ses créations peuvent s'illustrer en compétition : s'il poursuit son travail chez Surtees, il est conforté dans l'idée qu'il peut mener à bien son propre projet.

### Création de la PC1 001
Chez Surtees, Connew développe la nouvelle TS9 qui n'est qu'une évolution de sa précédente création. Rolf Stommelen inscrit 3 points en se classant sixième à Monaco et cinquième à Silverstone Surtees se classe cinquième du Grand Prix des Pays-Bas et sixième de son Grand Prix national. Avec 8 points, les monoplaces de Connew permettent à l'écurie de se classer 8e du championnat. John Surtees continue à accorder sa confiance à Peter Connew, chargé de concevoir le châssis TS9A destiné à être engagé en 1972. 
Parallèlement, Connew s'attèle à la construction de sa propre monoplace. En février 1971, il dévoile à son cousin Barry Boor le premier châssis qu'il a construit et confie que le gabarit d'un second châssis est en construction. Connew annonce à son patron qu'il le quitte pour réaliser sa propre monoplace. Après avoir quitté Surtees, Connew souhaite construire une « kit-car » : sur un châssis artisanal sont greffés un bloc moteur Ford-Cosworth V8 DFV, une boîte de vitesses Hewland et un faux-châssis avant destiné à recevoir un système de suspension « in-board ». Le radiateur de la monoplace est directement inspiré de celui de la Surtees TS7. 
Une petite équipe d'amis bénévoles va alors l'aider à construire sa monoplace. Ron Doran se charge de toutes les soudures tandis que Barry Boor est responsable de la réalisation des gabarits en bois nécessaires à la construction de la coque en matériaux composites. Boor est également chargé de réaliser les éléments en matériaux composites. Peter Connew déniche une boîte de vitesses Hewland DG 300 et un moteur Ford Cosworth DFV V8 hors d'usage mais ils sont montés sur la monoplaces pour vérifier si le châssis et la mécanique s'adaptent correctement.
Faute de temps, la Connew PC1 001 ne peut pas être alignée en championnat du monde en 1971 puis le coup de grâce est donné lorsque le nouveau règlement technique pour la saison 1972 est publié. Les monoplaces répondant aux spécifications techniques en vigueur en 1971 doivent être profondément modifiées pour pouvoir s'aligner en 1972. Le châssis PC1 001 est donc devenu obsolète en course. Peter Connew doit construire une nouvelle monoplace répondant au nouveau règlement, la PC1 002.

### Création de la PC1 002
Connew rencontre le pilote français François Migault, un ancien vainqueur du Volant Shell qui a participé au Championnat de France de Formule 3 en 1970 et 1971. Il assure à Connew de disposer d'environ 40 000 livres sterling. Connew estime qu'avec une telle somme, il peut garantir à Migault qu'il disputera cinq épreuves de championnat du monde, les Grands Prix de France, de Grande-Bretagne, d'Allemagne, d'Autriche et d'Italie.
Connew achète un moteur Cosworth DFV 902 pour sa monoplace. Comme le moteur est de 1969, les membres de l'équipe fixe un régime maximal d'utilisation de 9 000 tours par minute. Une boîte de vitesses Hewland DG 300 à cinq rapports est accouplée au Cosworth. À la suite de sa victoire au Volant Shell, François Migault continue d'être soutenu financièrement par la compagnie pétrolière qui fournit le carburant et l'huile de course.
François Migault tient absolument à ce que la monoplace soit prête pour le Grand Prix de France, le 2 juillet sur le Circuit de Charade près de Clermont-Ferrand : il est persuadé qu'une participation à son Grand Prix national va attirer des commanditaires français susceptibles d'apporter un complément de budget. Le 26 juin, à une soixantaine de kilomètres du Mans, le camion de transport coule une bielle et Migault doit rapatrier toute l'équipe au Mans où est improvisée une séance d'essais sur le Circuit Bugatti pendant que le camion part en réparation. Peter Connew décèle un souci au niveau de la suspension arrière : la déception est grande pour l'équipe qui doit renoncer à s'engager au Grand Prix de France,.
Connew s'engage pour le Grand Prix de Grande-Bretagne qui se déroule le samedi 15 juillet à Brands Hatch et se présente sur le circuit le jeudi précédent la course pour les essais. Migault, à son troisième tour lancé réalise un temps de 1 min 30 s 3, soit trois secondes de plus que le temps du 25e, Henri Pescarolo. Juste après, alors qu'il cherche à améliorer son temps, Migault est contraint de stopper à cause d'un souci de suspension arrière. Les ressorts d'amortisseurs sont défectueux et ne reprennent pas leur position initiale après leur compression, ce qui provoque un affaissement du train arrière et rend la voiture inconduisible. Peter Connew renonce à poursuivre les essais qualificatifs.
Pour préparer le Grand Prix d'Autriche du 13 août, la PC1 est testée au Mans où un problème est décelé au niveau du réservoir de collecte du surplus d'huile. La Connew est autorisée à prendre part aux essais sur l'Österreichring. Après quelques tours, les commissaires ordonnent son retour au stand au motif qu'elle répand de l'huile un peu partout sur la piste. Une fois les systèmes d'huile et d'essence réparés, la PC1 reprend ses essais. François Migault peste de ne pas pouvoir pousser son moteur au-delà des 9 600 tours par minute. Avec son moteur bridé, il se qualifie en dernière position. Migault gagne une place après l'arrêt au stand de Rolf Stommelen au quatrième tour puis une autre au tour suivant avec l'arrêt de Wilson Fittipaldi. À la suite des arrêts de Carlos Pace et Andrea de Adamich et aux abandons de Dave Walker, Clay Regazzoni, Carlos Reutemann et Jacky Ickx, Migault pointe en 17e position au 21e tour. Au 22e tour, Migault perd le contrôle de sa monoplace qui zigzague d'un côté à l'autre de la piste et est contraint à l'abandon sur une nouvelle casse au niveau de la suspension arrière. Cet abandon cause la fin de l'aventure en championnat du monde de Formule 1,.

### Création de la PC1 002B
Le moteur Cosworth est démonté et vendu à Tom Wheatcroft. Peter Connew, entre en contact avec Pierre Soukry, un « gentleman-driver » suisse qui souhaite disposer du châssis pour s'engager en Formule 5000. le Suisse possède en effet un bloc Chevrolet V8 de 5 litres.
La nouvelle monoplace Connew PC1 002B est engagée en Rothmans F5000 Championship et fait ses débuts à Mallory Park le 8 juillet 1973. À son volant, Soukry se qualifie en 21e position sur 25 participants, mais ne prend pas le départ à cause d'une casse du réservoir et d'une durit d'huile.
Soukry prend ensuite part à la treizième course de la saison, disputée à Brands Hatch le 27 août, et réalise le 23e temps des qualifications, ce qui ne lui permet pas de prendre le départ puisque seules 20 monoplaces sont admises sur la grille. 
Tony Trimmer décroche un contrat avec la chaîne de chambres d'hôtes Portobello Inn Bed and breakfast pour disputer la dernière épreuve de la saison, à Brands Hatch, le 21 octobre. Il possède son propre moteur V8 Chevrolet avec lequel il a pris part à d'autres épreuves du championnat. Il qualifie la Pc1 002B en 23e position mais doit abandonner en cours d'épreuve lorsqu'un ressort de suspension arrière lache et Trimmer percute un rail de sécurité,. 
Si Tony Trimmer n'est pas blessé, le châssis de la monoplace est sévèrement endommagé alors que les finances de l'écurie sont au plus bas : il s'agit de la dernière course de la monoplace de Peter Connew qui abandonne toute implication en compétition automobile.